# Maria Ewing
Maria Louise Ewing (n. 27 martie 1950, Detroit, Michigan, SUA – d. 9 ianuarie 2022, Detroit, Michigan, SUA) a fost o cântăreață de operă americană, care a cântat atât ca soprană, cât și ca mezzo-soprană, stabilită în Regatul Unit.

## Biografie
A studiat la Cleveland, Ohio și New York. A debutat la  Metropolitan Opera în 1976 cu Nunta lui Figaro de Mozart și prima apariție pe o scenă europeană a fost la teatrul La Scala din Milano în rolul Mélisandei din opera Pelléas et Mélisande de Claude Debussy. Alt roluri din repetoriul ei: Carmen,  Dorabella din opera Cosi fan tutte a lui Mozart, Salome din opera cu același nume de Richard Strauss, Marie din opera Wozzeck de Alban Berg și Lady Macbeth of Mtsensk din opera cu același nume a lui Șostakovici.
A fost căsătorită din 1982 până în 1990 cu directorul de teatru Sir Peter Hall. Fiica lor, Rebecca Hall este actriță.

## Discografie

### DVD (selecție)
- Gioacchino Rossini, Il barbiere di Siviglia (rolul Rosinei) editată de Glyndebourne, 1982
- Wolfgang Amadeus Mozart, Requiem, K. 626, cu Orchestra Radiodifuziunii Bavareze, dirijor Leonard Bernstein, Deutsche Grammophon, 1988
- Claudio Monteverdi, L'incoronazione di Poppea (rolul Poppeiei)